# Okleśna (stacja kolejowa)
Okleśna – nieczynna stacja kolejowa w Okleśnej, w województwie małopolskim, w Polsce. Znajduje się tu 1 peron. 
Pod koniec 2012 roku rozebrano budynek stacji, w której mieściła się poczekalnia .